# Malta beim Junior Eurovision Song Contest
Teilnehmende Rundfunkanstalt

Erste Teilnahme
2003
Anzahl der Teilnahmen
20 (Stand 2024)
Höchste Platzierung
1 (2013, 2015)
Höchste Punktzahl
191 (2016)
Niedrigste Punktzahl
14 (2004)
Punkteschnitt (seit erstem Beitrag)
87,63 (Stand 2020)
Punkteschnitt pro abstimmendem Land im 12-Punkte-System
4,29 (Stand 2015)
Dieser Artikel befasst sich mit der Geschichte Maltas als Teilnehmer am Junior Eurovision Song Contest.

## Vorentscheide
Von 2003 bis 2010 wurden Vorentscheide veranstaltet, lediglich 2013, als man sich sehr spät für die Teilnahme entschied, wurde intern gewählt. Auch 2014 wurde der Beitrag für Federica Falzon intern ausgewählt. 2015 fand erstmals seit 2010 eine öffentliche Vorentscheidung namens Malta Junior statt, am 11. Juli 2015. Dabei wurde jedoch nur der Interpret ausgewählt, der Beitrag wurde intern bestimmt. In den Folgejahren organisierte man ebenfalls einen Vorentscheid unter dem Namen Malta Junior Eurovision Song Contest. Lediglich 2018 und 2019 veranstaltete man keinen Vorentscheid und wählte den Beitrag intern aus.

## Teilnahme am Wettbewerb

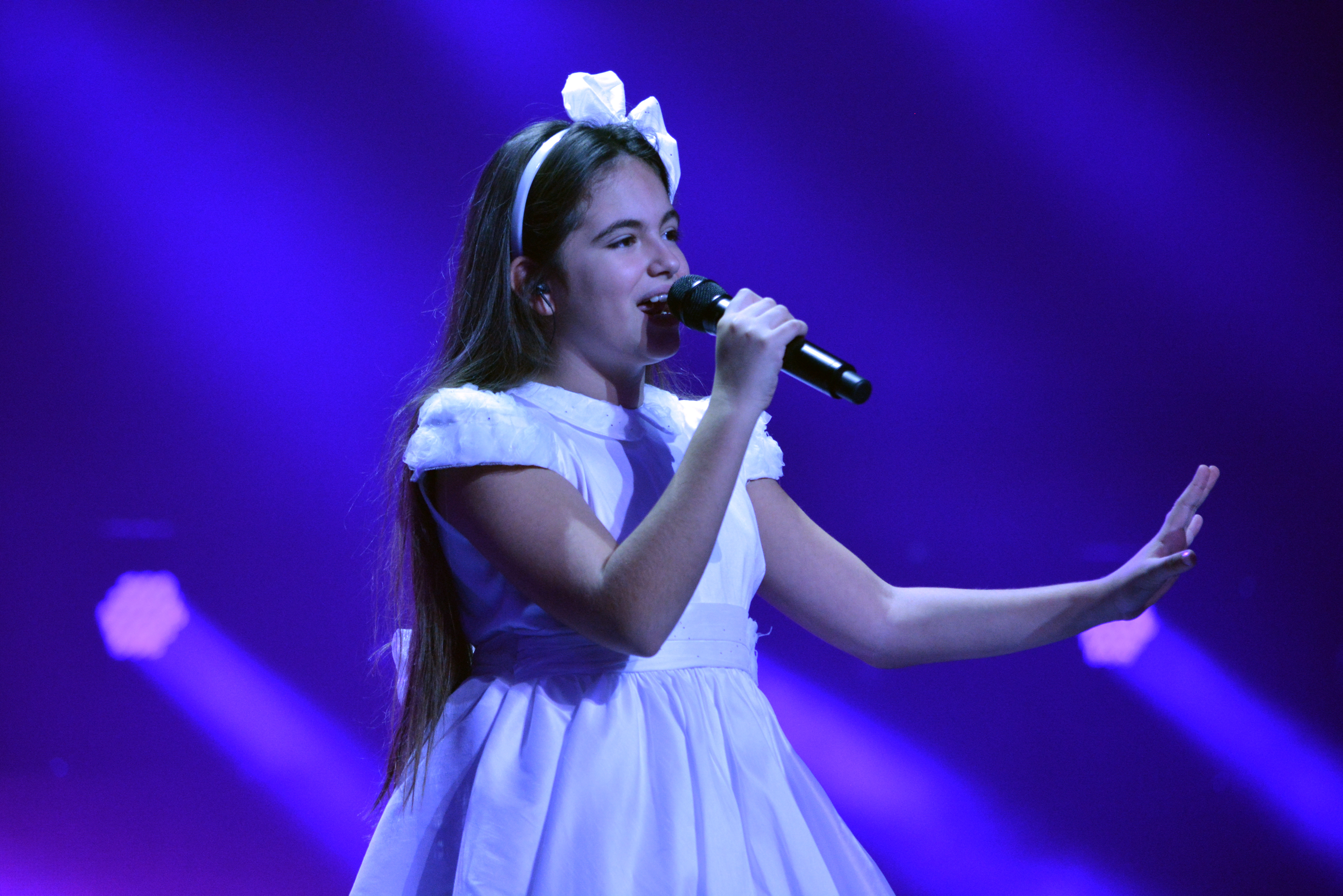
Gaia Cauchi siegte 2013 für Malta

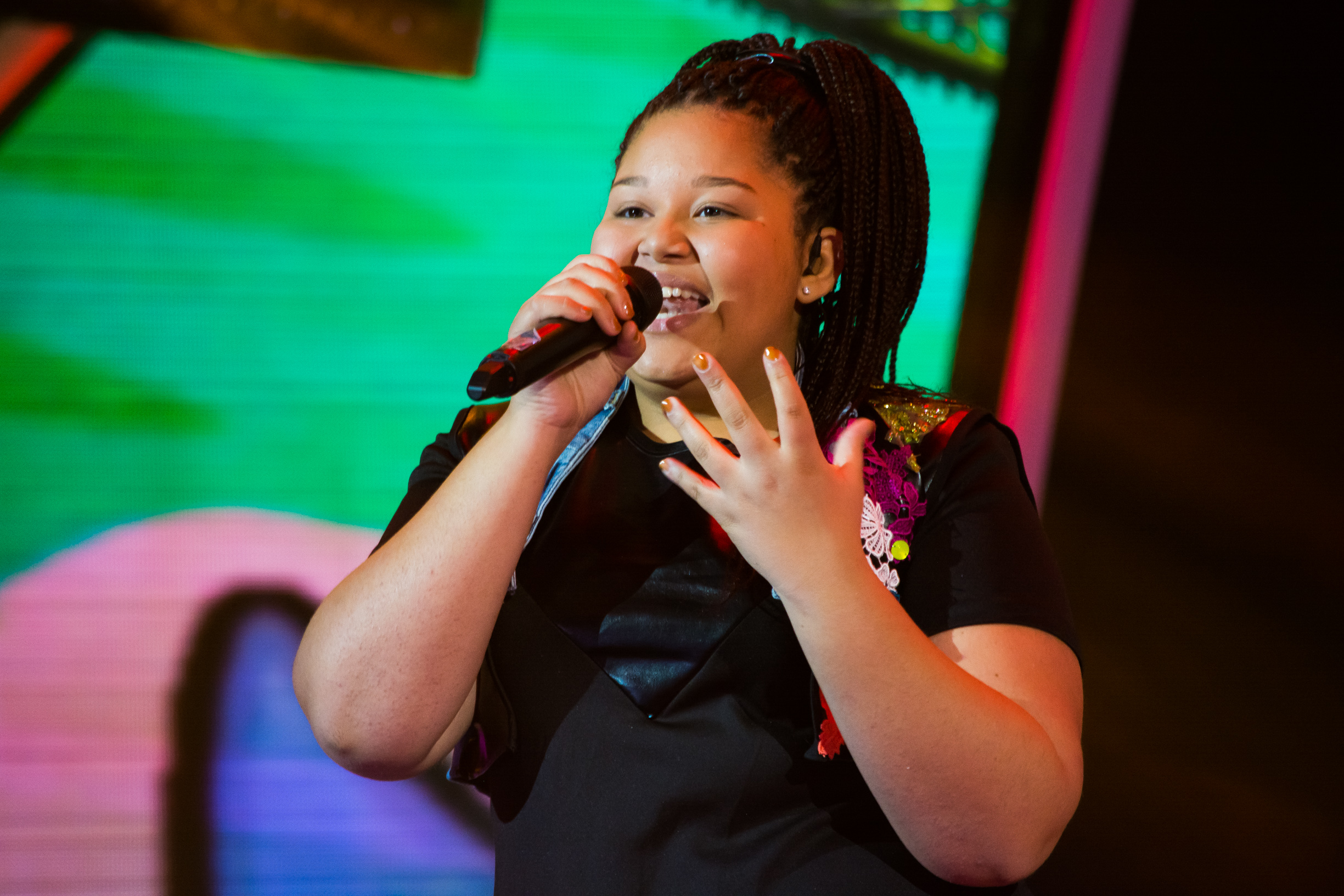
Destiny Chukunyere, Siegerin von 2015

2003 nahm man zum ersten Mal teil und seitdem jedes Jahr bis auf 2011 und 2012. Der Erfolg ist überschaubar, man erreichte einen vierten, einen siebten und einen achten Platz, alle anderen Platzierungen liegen jenseits von Platz 10. 2005 wurde man letzter und nach einem vorletzten Platz 2010 zog sich der Rundfunk vom Wettbewerb zurück. 2013 kehrte man nun zurück und erreichte mit Gaia Cauchi gleich den ersten Sieg. 2014 fand die Veranstaltung erstmals auf Malta statt, wo man einen vierten Platz unter sechzehn Teilnehmern erreichen konnte. 2015 gewann Destiny Chukunyere für Malta in Bulgarien. Somit ist Malta nun eines von nur vier Ländern neben Georgien, Polen, Russland und Weißrussland, das den Wettbewerb mehr als einmal gewinnen konnte. Mit 185 Punkten hatte Malta zudem den Punkterekord beim Junior Eurovision Song Contest bis dahin inne. Auch 2016 wurde der JESC wieder in Malta, diesmal in der Hauptstadt Valletta, ausgetragen. Als Gastgeber erreichte man 2016 einen fünften Platz. Auch in den Folgejahren 2017 und 2018 erreichte Malta mit Platz 9 und 5 weitere Top-10-Platzierungen. Während man von 2013 bis 2018 durchgängig unter den ersten Zehn landete und den Wettbewerb sogar zwei Mal gewinnen konnte, erreichte Malta 2019 den Letzten Platz, zum zweiten Mal nach 2005. Damit sank die Erfolgsquote des Landes deutlich. 2020 reichte es für einen achten Platz, 2021 mit Platz 12 von 19 für eine Platzierung im Mittelfeld.
Mit zwei Siegen und einigen Top-Ten-Platzierungen zählt Malta zu den erfolgreichen Ländern des JESC. Jedoch belegte man bereits drei Mal den letzten Platz (2005, 2019 und 2022).

## Liste der Beiträge
| Jahr      | Interpret                | Titel (Musik / Text)                                                                              | Sprache                  | Übersetzung                   | Platz Teilnehmer (gesamt) | Punkte                   |
| --------- | ------------------------ | ------------------------------------------------------------------------------------------------- | ------------------------ | ----------------------------- | ------------------------- | ------------------------ |
| 2003      | Sarah Harrison           | Like A Star (Sarah Harrison)                                                                      | Englisch                 | Wie ein Stern                 | 7 / 16                    | 56                       |
| 2004      | Young Talent Team        | Power Of A Song (Young Talent Team)                                                               | Englisch                 | Kraft eines Liedes            | 12 / 18                   | 14                       |
| 2005      | Thea & Friends           | Make It Right! (Thea & Friends)                                                                   | Englisch                 | Mach es richtig!              | 16 / 16                   | 18                       |
| 2006      | Sophie Debattista        | Extra Cute (Sophie Debattista)                                                                    | Englisch                 | Supersüß                      | 11 / 15                   | 48                       |
| 2007      | Cute                     | Music (Cute)                                                                                      | Englisch                 | Musik                         | 12 / 17                   | 37                       |
| 2008      | Daniel Testa             | Junior Swing (Daniel Testa)                                                                       | Englisch                 | -                             | 4 / 15                    | 100                      |
| 2009      | Francesca & Mikaela      | Double Trouble (Francesca & Mikaela)                                                              | Englisch                 | Doppelter Ärger               | 8 / 13                    | 55                       |
| 2010      | Nicole Azzopardi         | Knock! knock! ... Boom! Boom! (Nicole Azzopardi)                                                  | Englisch, Maltesisch     | Klopf! klopf! ... Bumm! Bumm! | 13 / 14                   | 35                       |
| 2011-2012 | Auf Teilnahme verzichtet | Auf Teilnahme verzichtet                                                                          | Auf Teilnahme verzichtet | Auf Teilnahme verzichtet      | Auf Teilnahme verzichtet  | Auf Teilnahme verzichtet |
| 2013      | Gaia Cauchi              | The Start (Gaia Cauchi, Elton Zarb, Gillian Attard, Matt ‘Muxu’ Mercieca)                         | Englisch                 | Der Anfang                    | 1 / 12                    | 130                      |
| 2014      | Federica Falzon          | Diamonds (Elton Zarb, Matt ‘Muxu’ Mercieca, Gillian Attard, Federica Falzon)                      | Englisch                 | Diamanten                     | 4 / 16                    | 116                      |
| 2015      | Destiny Chukunyere       | Not My Soul (Elton Zarb, Matt ‘Muxu’ Mercieca, Maria Abdilla, Roberta Debono, Destiny Chukunyere) | Englisch                 | Nicht meine Seele             | 1 / 17                    | 185                      |
| 2016      | Christina Magrin         | Parachute (Matt ‘Muxu’ Mercieca / Florent Boshnjaku)                                              | Englisch                 | Fallschirm                    | 6 / 17                    | 191                      |
| 2017      | Gianluca Cilia           | Dawra tond (Gianluca Cilia)                                                                       | Englisch, Maltesisch     | Umdrehen                      | 9 / 16                    | 107                      |
| 2018      | Ela Mangion              | Marchin’ On (Emil Calleja Bayliss / Cyprian Cassar)                                               | Englisch                 | Weiter marschieren            | 5 / 20                    | 181                      |
| 2019      | Eliana Gomez Blanco      | We Are More (Eliana Gomez Blanco)                                                                 | Englisch, Maltesisch     | Wir sind mehr                 | 19 / 19                   | 29                       |
| 2020      | Chanel Monseigneur       | Chasing Sunsets (Aleandro Spiteri Monseigneur, Peter Borg, Joe Roscoe / Emil Calleja Bayliss)     | Englisch                 | Sonnenuntergänge jagen        | 8 / 12                    | 100                      |
| 2021      | Ike & Kaya               | My Home (Owen Leullen, Muxu, Cyprian Cassar)                                                      | Englisch                 | Mein Zuhause                  | 12 / 19                   | 97                       |
| 2022      | Gaia Gambuzza            | Diamonds In The Skies (Matthew James)                                                             | Englisch                 | Diamanten am Himmel           | 16 / 16                   | 43                       |
| 2023      | Yulan Law                | Stronger (Isak Alvedahl, Elise Hedengren, John-Emil Johansson, Sandra Wikström, Yulan)            | Englisch                 | Stärker                       | 10 / 16                   | 94                       |
| 2024      | Ramires Sciberras        | Stilla ċkejkna (Aleandro Spiteri Monseigneur, Lon Kirkop, Peter Borg)                             | Maltesisch               | Kleiner Stern                 | 5 / 17                    | 153                      |

## Ausgetragene Wettbewerbe
| Jahr | Stadt    | Austragungsort                  | Moderation                  |
| ---- | -------- | ------------------------------- | --------------------------- |
| 2014 | Marsa    | Malta Shipbuilding              | Moira Delia                 |
| 2016 | Valletta | Mediterranean Conference Centre | Ben Camille & Valerie Vella |

## Punktevergabe
Folgende Länder erhielten die meisten Punkte von oder vergaben die meisten Punkte an Malta:
| Die meisten vergebenen Punkte | Die meisten vergebenen Punkte | Die meisten vergebenen Punkte |
| Platz                         | Land                          | Punkte                        |
| ----------------------------- | ----------------------------- | ----------------------------- |
| 1                             | Belarus                       | 55                            |
| 2                             | Niederlande                   | 39                            |
| 3                             | Georgien                      | 35                            |
| 4                             | Russland                      | 29                            |
| 5                             | Belgien                       | 28                            |

| Die meisten erhaltenen Punkte | Die meisten erhaltenen Punkte | Die meisten erhaltenen Punkte |
| Platz                         | Land                          | Punkte                        |
| ----------------------------- | ----------------------------- | ----------------------------- |
| 1                             | Niederlande                   | 38                            |
| 2                             | Russland                      | 27                            |
| 3                             | Kid’s Jury                    | 22                            |
| 3                             | Nordmazedonien                | 22                            |
| 5                             | Belgien                       | 19                            |
| 5                             | Dänemark                      | 19                            |

Stand: 2014